# Acacia dictyophleba
Acacia dictyophleba är en ärtväxtart som beskrevs av Ferdinand von Mueller. Acacia dictyophleba ingår i släktet akacior, och familjen ärtväxter. Inga underarter finns listade i Catalogue of Life.